# Мејс Чапел (Мериленд)
Мејс Чапел (енгл. Mays Chapel) насељено је место без административног статуса у америчкој савезној држави Мериленд.

## Демографија
По попису из 2010. године број становника је 11.420, што је 7 (-0,1%) становника мање него 2000. године.
| Група             | 2000.          | 2010.         |
| Белци             | 10.277 (89,9%) | 9.636 (84,4%) |
| Афроамериканци    | 98 (0,9%)      | 208 (1,8%)    |
| Азијати           | 795 (7,0%)     | 1.155 (10,1%) |
| Хиспаноамериканци | 151 (1,3%)     | 273 (2,4%)    |
| Укупно            | 11.427         | 11.420        |